# Заява Дж. Габакука Джефсона
«Заява Дж. Габакука Джефсона» (англ. J. Habakuk Jephson's Statement) — оповідання шотландського письменника Артура Конана Дойла, написане в 1884 році. Сюжет оповідання спирається на історію корабля «Марія Целеста».

## Сюжет
У грудні 1873 року у Гібралтарі був знайдений корабель «Свята діва». На кораблі нікого не виявилося, хоч і було відомо, що він виплив з американського порту кілька місяців тому. Те що відбулося на судні так і залишилося б таємницею, якби не одна людина, яка зробила письмову заяву на увесь світ. Це був Габакук Джефсон, один з пасажирів «Святої Діви». Він описує ті жахливі події, які відбулися на кораблі після відплиття.

## Публікація
Ця історія вперше була надрукована анонімно в журналі Cornhill у січні 1884 року під заголовком «Заява Дж. Габакука Джефсона», проілюстрованому Вільямом Смоллом. Він неодноразово перевидавався. «Бостонський геральд» перевидав його 3 квітня 1885 року, і він був антологізований у «Dreamland and Ghostland» (1887), «Капітан Полестар та інші казки» (1890); та Казки про піратів та блакитну воду (1922).